# UFC Fight Night: Swanson vs. Lobov
UFC Fight Night: Swanson vs. Lobov è stato un evento di arti marziali miste tenuto dalla Ultimate Fighting Championship il 22 aprile 2017 alla Bridgestone Arena di Nashville, Stati Uniti d'America.

## Risultati
|                                   | Divisione         |                  |                 |                        | Metodo                                        | Round           | Tempo           | Premio          |
| Card Principale                   | Card Principale   | Card Principale  | Card Principale | Card Principale        | Card Principale                               | Card Principale | Card Principale | Card Principale |
| --------------------------------- | ----------------- | ---------------- | --------------- | ---------------------- | --------------------------------------------- | --------------- | --------------- | --------------- |
|                                   | Pesi piuma        | Cub Swanson      | batte           | Artem Lobov            | Decisione unanime (49-46, 49-46, 50-45)       | 5               | 5:00            | FOTN            |
|                                   | Pesi leggeri      | Al Iaquinta      | batte           | Diego Sanchez          | KO (pugni)                                    | 1               | 1:38            |                 |
|                                   | Pesi mediomassimi | Ovince St. Preux | batte           | Marcos Rogério de Lima | Sottomissione (Von Flue choke)                | 2               | 2:11            |                 |
|                                   | Pesi gallo        | John Dodson      | batte           | Eddie Wineland         | Decisione unanime (29-28, 30-27, 30-27)       | 3               | 5:00            |                 |
|                                   | Pesi leggeri      | Stevie Ray       | batte           | Joe Lauzon             | Decisione maggioritaria (29-27, 28-27, 28-28) | 3               | 5:00            |                 |
|                                   | Pesi welter       | Mike Perry       | batte           | Jake Ellenberger       | KO (gomitata)                                 | 2               | 1:05            | POTN            |
| Card Preliminare (Fox Sports 2)   |                   |                  |                 |                        |                                               |                 |                 |                 |
|                                   | Pesi medi         | Thales Leites    | batte           | Sam Alvey              | Decisione unanime (30-27, 30-27, 30-27)       | 3               | 5:00            |                 |
|                                   | Pesi mosca        | Brandon Moreno   | batte           | Dustin Ortiz           | Sottomissione tecnica (rear-naked choke)      | 2               | 4:06            | POTN            |
|                                   | Pesi leggeri      | Scott Holtzman   | batte           | Michael McBride        | Decisione unanime (30-27, 30-27, 30-26)       | 3               | 5:00            |                 |
|                                   | Pesi paglia (F)   | Danielle Taylor  | batte           | Jessica Penne          | Decisione unanime (29-28, 29-28, 29-28)       | 3               | 5:00            |                 |
| Card Preliminare (UFC Fight Pass) |                   |                  |                 |                        |                                               |                 |                 |                 |
|                                   | Pesi gallo (F)    | Alexis Davis     | batte           | Cindy Dandois          | Decisione unanime (29-28, 29-28, 29-28)       | 3               | 5:00            |                 |
|                                   | Pesi welter       | Bryan Barberena  | batte           | Joe Proctor            | KO tecnico (ginocchiate e pugni)              | 1               | 3:30            |                 |
|                                   | Pesi mosca        | Hector Sandoval  | batte           | Matt Schnell           | KO (pugni)                                    | 1               | 4:24            |                 |

## Premi
I lottatori premiati ricevettero un bonus di 50.000 dollari.
Legenda:
- FOTN: Fight of the Night (vengono premiati entrambi gli atleti per il miglior incontro dell'evento)
- POTN: Performance of the Night (viene premiato il vincitore per la migliore performance dell'evento)